# Leslie Beach (Saskatchewan)
Leslie Beach ist ein Resort Village in der Census Division No. 10 in Saskatchewan. Das Feriendorf Chorney Beach grenzt im Süden an die Gemeinde. Der Leslie Beach Regional Park ist Teil des Ressorts.
Das Feriendorf liegt gehört neben Chorney Beach zur Gemeinde Foam Lake No. 276.

## Demografie
Laut der Volkszählung von 2011 lag die Einwohnerzahl von Leslie Beach bei 23. Bis zum Jahr 2016 sank die Zahl der in der Gemeinde lebenden Personen um 56 % auf 10 Einwohner.